# 東映Vシネマ
東映Vシネマ（とうえいブイシネマ）は、東映ビデオが1989年3月より制作・発売を開始した劇場公開を前提としないレンタルビデオ専用の映画の総称。ビデオパッケージ映画。
「東映Vシネマ」のVは「Video」のVと「Victory」のVを意味し、「Vアニメ」と共に早い段階で商標登録が行われている。
1990年代にかけてレンタルビデオ店を席捲し、日本映画史に大きな足跡を残した。

## 概要
1980年代末、日本映画の公開本数は250本程度まで落ち込んだ。一方でレンタルビデオ店は急増して作品は足らず、この市場に目を付けた東映が考案したのが東映Vシネマである。当時は違法レンタルビデオ店も多く、海賊版ビデオも横行し、東映ビデオとしても「それを正業にできるようにしたい」という考えがあったという。
映画が隆盛だったころは上映期間が1ー2週間で、それも二本立てだったため、各社（映画会社）とも旧作は豊富でビデオ化はたやすいものだったが、1990年前後は大作志向で一本立ても多く、上映期間も1ヵ月が大半。ビデオ市場が伸びると将来的にはビデオ化できるタマが不足することが予想された。この影響で当時は既製の映画やテレビシリーズの二次使用が大きく伸び、ビデオメーカーが、将来のビデオ化を見越して劇場公開用の映画作りを積極的になっていた。また海外の作品（洋画）の値（ビデオ化権）が吊り上がっており、高い金を出してB級、C級の未公開映画を買うくらいなら、より良いものを自社で作りたいという考えもあった。いずれも将来のビデオ化を含めて劇場公開用の映画を製作、または出資するもので、大手映像製作会社で、最初から劇場公開せず、ビデオ専用の劇映画の製作を発想したのは東映（東映ビデオ）だけである（中小のビデオメーカーはこの限りでない）。Vシネマ第一作が発売される1ヵ月前の『読売新聞』1989年2月8日に「『Vシネマ』と題したビデオ専用の劇映画の製作に乗り出したのは、東映ビデオ…」という記事が載る。他に「いずれソフト不足に悩む時期が来るかも知れない。今から新たな道を切り開いておく必要がある…軌道に乗れば、新人監督の登龍門にもなる」と書かれており、東映の先見の明は評価される。
ビデオレンタル店が儲かった黄金期は1985年から1987年にかけてで
、店数の最盛期だった1989年には全国で1万6000店以上あったといわれ、そこからは減少に転じた。つまりVシネマは、始めからビデオブームの下り坂に向けて作られたジャンルであり、「ヤクザなファン層」たちの生き残りを確保した場所でもあった。
Vシネマは当初、萩原健一、草刈正雄等のベテラン、名高達男、神田正輝等の中堅、仲村トオル等の新進といった有名な俳優を起用したハードボイルドタッチの作品が数多く制作されたが、哀川翔が主演した『ネオチンピラ 鉄砲玉ぴゅ〜』シリーズのヒットにより、次第に東映のお家芸である極道物やギャンブル物が主流となっていった。
創成期の製作費は基本が6000万円で、うち宣伝費が20％であった。キャスティングに強烈なスターが出て、売れる見通しがあればもっと多かった。これは当時の東映の単館ロードショー作品と同程度の制作費であった。 
これは、Vシネマ開始当初は邦画不況時代であり、作品を劇場配給網に乗せる予算を制作費につぎ込むことにより作品のクオリティを維持しつつ制作を継続するという苦肉の策から生じたものであると言われていると同時に、当時、実質的に経営破綻状態にあった日活の製作スタッフに救いの手を差し伸べるという側面もあった。
この試みは功を奏し、作品自体で収益を得ることに成功したのみならず、邦画黄金期のプログラムピクチャーと同じく、監督・スタッフ・俳優など現在に至る人材が量産体制の中で鍛えられ成長し、現在の映画・テレビ業界を背負う人材が多数輩出された。無名時代の椎名桔平、押尾学、豊川悦司、谷原章介、大杉漣らの出演作もある。

## 創設の経緯
1984年、ビデオ部門に移った東映ヘッドプロデューサー（当時）吉田達が、当時からビデオ・オリジナル作品の製作を着想していたことに始まり、これを当時の東映ビデオ社長・渡邊亮徳と小黒俊雄専務が推進した。ますますも拡大が予想されたレンタルビデオ市場での覇権を取るためには、ビデオ顧客層のニーズにあった作品をバリエーション豊富に数多く投入する必要があった。東映ビデオのレンタル店向けビデオオリジナル作品の製作は、劇場公開もされたオリジナルビデオアニメ（OVA)『アモン・サーガ』（1986年7月21日リリース）が最初。以降、『魔物語 愛しのベティ』（OVA)、大ヒットが劇映画製作の切っ掛けになった『湘南爆走族 残された走り屋たち』（OVA)が続いた。以降の成人向けオリジナルビデオの好評でOVAが軌道に乗ったことから、東映ビデオは1987年4月、講談社・スコラと提携し、吉田達企画で初のオリジナル実写ビデオ『ごめんね、Bボーイ』（赤石敏監督・岸本詩代主演）とOVA『ぷッつんメイクLOVE』（岡崎稔監督）の製作を発表し、それぞれ1987年6月12日と8月14日に発売した。続けて東映テレビ部の吉川進と吉田達の企画で、水木しげる原作のオリジナル実写ビデオ『ゲゲゲの鬼太郎 妖怪奇伝・魔笛 エロイムエッサイム』（小林義明監督・和田求由主演）を1987年7月10日に発売した。実際の製作には踏ん切りがついていなかったと書かれた文献もあるが、『クライムハンター 怒りの銃弾』の製作前に2本、劇場公開のないオリジナル実写ビデオを既に製作していた。
折しも脚本家だった大川俊道が30歳までに監督作品を作りたいと考え、特殊効果のカタログのような作品を作りたいという構想を持っており、そこにテレビ朝日で放送されていた『ベイシティ刑事』のプロデューサー・武居勝彦が、大川に「ガン・アクションをやろう」と持ちかけてきたことで企画が動き出した。1988年、大川が世良公則と組んでガン・アクションに徹したビデオを構想しているという話を吉田が耳にしたことで、第一弾『クライムハンター 怒りの銃弾』の製作が東映ビデオで決まった（1989年3月10日発売）。大川は「『ゲッタウェイ』や『ダーティハリー』のような映画を日本で実現できないかと考えており、『仁義なき戦い』みたいな映画をやりたいわけではなかった」と述べている。
吉田達がビデオレンタル店を視察した折、5本も借りていく若い利用者に「それを全部見るのか」と聞いたところ、「早送りするから」と返答されたことから、「早送りさせないもの」というコンセプトの下に同作品は通常の劇映画より短い60分で製作された。ところが先のビデオレンタル店の利用者に感想を聞いたところ、「面白かったけど話にもう一展開欲しい」と言われたため、それ以降の作品は基本85分の長さで製作することになったという。東映は当時全国に13000ぐらいのビデオショップと契約を持っており、店長試写会を開き10数箇所で計700人ほどに観てもらい、「この次は誰が欲しい」と店長の要望を聞き、例えば「岩城滉一が欲しい」と言われれば、それを掴まえて次作に取り組んだ。このスタンスは、「皆さんの要望で作ったものだから仕入れてくれ」と要求しやすかったといい、Vシネマはビデオショップの店長の意見を多く取り入れたと話している。また映画の宣伝行脚（キャンペーン）とは違い、各地の販売会社からの要請で、全国のレンタルビデオ店に役者が出向き、お店で役者がサインをしたり、写真を一緒に撮ったりした。

## 量産へ
最初に『怒りの銃弾』を出した際には、初めから長期展望で繋がるとは思っておらず、恐る恐る始めたという。『怒りの銃弾』を16000本ほど売り上げたことで黒字を達成し、吉田がセントラルアーツの黒澤満にも薦めたところ、黒澤が仲村トオル主演で『狙撃 THE SHOOTIST』を製作、26764本の初回出荷で再び黒字を達成した。『クライムハンタ－2 裏切りの銃弾』が『日経エンタテインメント!』の日経ヒット商品番付で敢闘賞を受賞し、1990年2月4日の『怒りの銃弾』がテレビ放映され15.7％の高視聴率を記録し、テレビ二次使用への展望の明るさを証明したこともあり、これらの実績を踏まえ、1990年2月に毎月一本のレギュラー発売を表明し（1990年4月から月1本ずつのレギュラーリリース）、オールハードアクションで10本の製作を発表。この10作品の製作費は全て8000万円以上と発表された。ビデオレンタル店側からいえば、劇場公開されない作品はどんな作品か分からないため大量に仕入れるのは怖い。製作費が劇場公開作品の半分以下のVシネマは宣伝も思うようにいかない。このため東映はVシネマ＝アクションという図式と、毎月最低一タイトルを発売する量産体制という二つのマーケティング戦略を定着させて、一度借りた人に次回の新作も借りてもらえるようにした。
この東映のレギュラー化の発表が大きな刺激になり、各ソフトメーカーがオリジナル・ビデオ・ムービーの企画・製作に乗り出した。1990年末から1991年始にかけて一挙に放出、業界では一つの山場を迎えたとも評された。
東映では好調により1990年10月からは2本、東映本社から来る劇場作品がない月は3本、TVアニメとの兼ね合いも見据えて月3～4本程度の製作を決めた。
1989年2月頃、ビデオ用劇映画の製作が決まった際に、多くの俳優に声を掛けたが、「Vシネマで劇場公開はない」というと嫌がる俳優がほとんどだった。世良公則の決断と、世良主演で『怒りの銃弾』が成功したことで、その後多くの俳優が出演を希望するようになった。テレビで少なくなっていたアクションを映画の仕掛けで存分に見せた本作の功績は大きい。一年余りで特に若いユーザー間に"Vシネマが面白い"と口コミで広がった。
1989年3月発売された第一作の『クライムハンター 怒りの銃弾』はテストケースでタイアップはなかったが、同年8月25日発売された『狙撃 THE SHOOTIST』はTBSが制作費を半分拠出した。同年11月24日発売された『クライムハンター2 裏切りの銃弾』は東北新社が共同制作、初回出荷は20066本。1990年4月13日発売の宮崎ますみ主演『ブラックプリンセス 地獄の天使』は東洋レコーディングがタイアップ。1990年からは最初からテレビに放映権を売るということでテレビ局が主に出資した。1990年4月に製作を予定された10本中、半分をTBS、2、3本をテレビ朝日が出資した。東映ビデオは販売会社を全国11社でネットしているが、東映以外は市場提供するためには製作・流通の一部が欠け、アンバランスな状態が生じており、オリジナルビデオは東映だからこそ可能であった。
当時の岡田裕介東映東京撮影所（以下、東映東京)所長が、「東映東京の活性化を目指して月1本のペースでVシネマの制作を発注したら、劇映画の制作と合わせそれまで半分も動いてなかった撮影所がフル稼働でキャパをオーバーし火事場騒ぎのようになった」などと話している。1991年頃、Vシネマは1万5000本売れないと原価割れになり、「最盛期には8000万円だった製作費は、すぐに7000万円、6000万円と落ち、急に落とされると現場処理も不能で、利幅が減ると黒字も出ず、5000万円だともう東映東京では作れず、レンタル料の安いにっかつ撮影所他に制作を持って行くことになる」などと話していた。

## 他社への波及
東宝が1990年7月からのオリジナルビデオ市場に参入を表明した『日経流通新聞』1990年6月12日付には「高倉健、藤純子、菅原文太……。かつてやくざ、アクション映画で黄金時代を築いた東映。世界の『クロサワ』作品を次々送り出してきた東宝。二大映画会社が舞台を劇場から家庭用ビデオに移し、再びしのぎを削る。それも劇場では見ることのできないオリジナルビデオと呼ばれる新しいビデオソフト市場での激突である。東映は得意のアクション路線にこだわることで、東宝は黒澤明監督の名作を起爆剤とすることで新市場を切り開こうというのだ（当時はまだ黒澤作品はほとんどビデオ化されていなかった）」などと書かれている。
Vシネマの手ごたえを受け、東映本体でもVシネマをアピールするべく、1990年6月27日、東映と東映ビデオは東京プリンスホテルに営業関係者、マスメディア等800人を招待し感謝パーティを開催した。冒頭挨拶に立った岡田茂東映社長は「今回は映画全盛時のパーティを彷彿させるような盛況です。ビデオにかける作品は大変不足しており、昨年までに過去の洋画は出尽くしたし、邦画もほとんど出たと言っても過言ではない…皆様のご協力を得てV時代来たるを実現したい」などと述べた。乾杯に続いて「東映Vシネマ90年を代表するスター達」が次々とステージに紹介され見どころや意気込みを語った。出席したスターは、世良公則、仲村トオル、又野誠治、阿部寛、清水宏次朗、菅原文太、ジョニー大倉、蟹江敬三、八名信夫、倉田保昭、宮崎萬純、青山知可子、国生さゆり、山咲千里、夏樹陽子、白島靖代、早見優。
吉田達は「映画批評家も今はVシネマに鼻も引っ掛けないような所があるが、批評家は客が来ないような映画を褒める。初期の東映のヤクザ映画路線と同様、なんだこれはと言っているうちに客が増え、いつの間にか批評を書き始める」と1990年のインタビューで話していた。実際1990年の後半から、「映画は映画館で観ろ」という主張の急先鋒だった批評家の一部に、「ヴィデオドラマはプログラムピクチャーの復活だ」と唱え始める者も出てきた。
吉田達は岡田茂の薫陶を受けた人物の一人で、「東映Vシネマ」は、岡田が仕掛けた「アクション映画」や「任侠映画」、「エログロ映画」、「実録映画」、「カラテ映画」、「東映セントラル」などの流れを汲むものだった。

## その他
アクションものが続くことによるマンネリ化を防ぐために、毛並みの変わった4つのレーベルを展開していたが、いずれも数本のリリースに留まった。
- 東映ヤングVシネマ - 若年層や女性をターゲットとしたレーベル。『2人のマジカル・ナイト』[8][39]と『TOUCH ME TENDERLY 優しくこたえて』の2作がリリースされた。
- 東映Vアメリカ - アメリカのハリウッドシステムと提携した作品群[8]。主要キャスティング・プロデュースは日本サイドだが、実製作はアメリカのプロダクションが務める。一瀬隆重が、日米間のコーディネイトを行うプロデューサーとして活動した。第1弾は『DISTANT JUSTICE 復讐は俺がやる』で[8][40]、製作費は5億円[8]。
- 東映Vエロチカ - 女優のヌードやセクシーシーンを主体とした作品[8]。第1弾は横須賀昌美主演『マニラ・エマニエル夫人 魔性の楽園』[8][41]。
- 東映Vワールド - 第1弾は黒澤満が製作総指揮した加藤雅也、ジャクリーン・ビセット主演『クライムブローカー』（イアン・バリー監督）[8]。

## 2000年代以降
本来はVシネマとして制作されたにもかかわらず、単館上映されたためパッケージに「劇場公開作品」と記載した作品が増え（小さい館で1回レイトショー上映しただけでもこう表記することが可能なため、逆に言えば箔付けとしては無意味にもなりつつある）、厳密な意味でのVシネマは減少の一途にある。2004年頃はレンタルより販売中心のDVD時代を迎え、Vシネマはほとんど作られていなかった。2004年3月までに製作されたVシネマは約230本。レンタルビデオ市場も縮小傾向にあり、市場に投入してきたDVDにより、オンラインDVDレンタルや、特典映像を付加してDVDセル市場に力をいれる傾向にある。
東映製作による特撮テレビドラマのシリーズ「スーパー戦隊シリーズ」のオリジナルビデオ作品「スーパー戦隊Vシネマ」のうち、VSシリーズでDVD化された作品には「スーパー戦隊Vシネマ」の表記とは別に、パッケージの背表紙に「東映VCINEMA」の表記を用いている。ただし、一部の作品は「スーパー戦隊Vシネマ」の名称が用いられる前の「スーパー戦隊OVシリーズ」の表記を用いている。
また、平成仮面ライダーシリーズ初のオリジナルビデオ『仮面ライダーW RETURNS』（2011年）やメタルヒーローシリーズ(宇宙刑事シリーズ)初のオリジナルビデオ『宇宙刑事 NEXT GENERATION』（2014年）、「劇場公開作品」として製作された『スペース・スクワッド』（2017年）といった往年の特撮テレビドラマのオリジナルビデオ作品にはパッケージの表紙に「東映VCINEMA」の表記が用いられており、東映Vシネマの作品として制作されている。
2014年は東映Vシネマ25周年と位置付けられ、厳選された名作Vシネマ25作品が「25th Anniversary 東映 Vシネ伝説」と題してDVDリリースされるほか、東映Vシネマ25周年記念作品『25 NIJYU-GO』が同年11月1日に公開された。この作品も上に記した様な「劇場公開作品」だが、主演の哀川翔ほか東映Vシネマで名を成した俳優たちが大勢出演し、Vシネ25周年を祝う。

## 製作費
Vシネマ創設時の製作費は6000万円とされているが、1990年2月に毎月一本のレギュラー発売を表明した際の10本は全て8000万円以上と発表された。劇場公開しない分、宣伝費やプリント費は安く上がった。1991年、名取裕子主演・長崎俊一監督の『夜のストレンジャー 恐怖』が8000万円、撮影期間が20日間。その後さまざまな会社がVシネに参入して製作費のダンピング合戦となり、製作費削減で粗製乱造が始まり、勢いも落ち、ケイエスエスが5000万円に製作費を下げた。やがてテレビ映画を撮っていたプロデューサーが参入してきて、連続テレビ映画のノウハウを活かし2本撮りで5000万円。撮影も三週間で2本の時代が続いた。黒沢清監督が「勝手にしやがれ!!」シリーズや「復讐」シリーズを撮っていた1990年代中頃まではまだフィルムで撮れる余裕があったという。東映Vシネマ1996年、佐々木浩久監督の『GO CRAZY 銃弾を駆け抜けろ!』は、製作費1800万円、御宿の日活保養所で毎日徹夜で8日間で撮影した。製作費は下がり始めるとアクション中心のVシネマは減り、低予算で撮れるエロVシネマの時代がやってきた。これも当初はフィルムで撮っていた。他社はさらなる低予算でビデオ映画のノウハウを活かし、廣木隆一門下フィルムキッズを中心に若手の大量投入で傑作を量産した。製作費はどんどん下降して2008年頃は3500万円くらいになった。ギャラのトップは竹内力で、竹内のギャラは1本1000万円まで吊り上った。2008年頃の2時間ドラマで、製作費が5000万円なら、主演俳優のギャラは200～300万円が相場。テレビに比べVシネマの主演スターはギャラが破格だった。

## 評価
手塚治東映社長は「当社がVシネマを世に出し、日本中にレンタル店ができた。当時、社内でも『これまでの映画館で観る映画はどうなるんだ?』という声もあった。それでも当社が先陣を切って始めたわけです。しかしフタを開けたらVシネマも映画館で観る映画も残っています」と話している。
Vシネマは日本映画史に咲いた徒花にはとどまらなかった。当時映画を撮れなかった長谷部安春、高橋伴明ら実力派監督が腕を振るい、新人時代の黒沢清、三池崇史監督らの修行の場ともなった。哀川翔や竹内力、香川照之ら人気俳優も巣立った。銃撃場面の撮影技術などもVシネマで培われたものもある。
Vシネの人気シリーズに出演する俳優たちを総称して「Vシネ四天王」という言葉も生まれた。顔触れは竹内力、哀川翔、白竜、清水健太郎の四人。続いて「ネオVシネ四天王」と呼ばれているのが本宮泰風、山口祥行、中野英雄、的場浩司。
2000年2月に発売された清水崇脚本・監督による『呪怨』は"Jホラーの原点"と評価される。
黒沢清監督は自身の演出法にVシネマを撮ってきた影響がある、と述べている。
「静かなるドンシリーズ」などを手掛けた鹿島勤監督は「受ければ何でもあり、がVシネ。だからこそかえって時代を映す」などと話している。
監督も手掛ける小沢仁志は「Vシネを無くしちゃいかん」と力説。「Vシネは俳優にとってチャンスの場。無名の新人が抜擢され、テレビや映画で活躍する。ずっと作り続けたい」と話した。
山根貞男は「映画は量産すればクズも多いが才能や傑作も生まれる。ビデオ映画は、低予算でもたくさん作ろうと始まり、育った代表的な人が哀川翔。ジリ貧の業界の中で、末端のスタッフの生活を支えた点でも存在意義があった。映画会社の新人採用がなくても、Vシネマなら映画に情熱を持つ若者が現場に潜り込め、業界に入るきっかけを得られた。一方、映画の概念を変えてしまった。多くの人が映画やテレビの小さい画面で見ることに慣れ、劇場離れに拍車をかけた。映画界を活性化させるつもりが、自分のクビを絞めてしまった。（2004年時点では）レンタル目的のビデオ映画の時代は終わりつつあるが、90年代にVシネマが育ったように、多チャンネル時代でソフト不足に今、また新たな映画製作の動きがあるのでは」などとVシネマの功罪を解説した。
東映ビデオの加藤和夫プロデューサーは、「結果的にビジネスとしてちゃんと成立していたのはほぼ2年間です。その後は各社からものすごい量が出てしまって。何がどれだかよくわからないくらいの話になってしまった。何とかしたくて、もっとエッジが立ったものをと、ダンスアクションムービーとか、いろいろやってみましたが、結果的に"ハダカ"と"ヤクザ"という定型にしかならなかったという感じです」と述べている。

## 呼称
"Vシネマ"という単語自体は東映ビデオの登録商標である。Vシネマを扱った最初の書籍は、谷岡雅樹著の1999年『Vシネマ魂』（四谷ラウンド）だったが、出版の際、東映から「Vシネマは東映独自の登録商標だから、東映以外のオリジナルビデオ作品について記述するならVシネマのタイトルは使わせない」とクレームが付いた。この話が業界に伝わり、映画業界誌は全て東映以外のオリジナルビデオをVオリジナルなどと言い換えた。谷岡は「オリジナルビデオと言ってしまうとVシネマとは意味が違ってしまう」と神波史男に助けを求め、神波が岡田茂東映社長に直訴し、岡田社長の"鶴の一声"で、"Vシネマ"という言葉はフリーパスで使用が認められ、以降、デジカメ（三洋電機の商標）やセロテープ（ニチバンの商標）と同様に一般名詞的に用いられるようになった。

## エピソード
- 当初Vシネマ第一弾として製作を予定していたのは、安部譲二の連作小説『泣きぼくろ』であったが[6]、クランクイン3日前に中止になり[6]、『クライムハンター』が第一弾となった[6][19]。そして当初の予定だった『泣きぼくろ』の映像化は1990年5月、高橋伴明監督、哀川初主演作『ネオチンピラ 鉄砲玉ぴゅ〜』として実現された[10][15][19]。本作は36,000本を売り上げる大ヒットとなり[5]、東映Vシネマを軌道に乗せた[8][5]。哀川は本作を主演第一作として、以降の主演作も大半がVシネマとなった[5]。哀川は「年間300日はVシネマの撮影をしていた」と話す[5]。哀川翔を育てたのはVシネマで[5]、東映ビデオ宣伝部は「Vシネマの歴史と哀川翔の歴史は共に始まった」と述べている[5]。
- 第一弾が『クライムハンター 怒りの銃弾』だったことでも分かるように、当初Vシネマは「ガン・アクション」或いは「正統派アクション路線」を目指し、何か新しいこと、これまでにないことをやろうという考えがあった[27]。ところが主人公の発砲シーンが一度もない『ネオチンピラ 鉄砲玉ぴゅ〜』がヒットしたため、路線が変更された。『クライムハンターシリーズ』の大川俊道は、シリーズ3作を製作した後は企画が通らなくなったと述べている[27]。